# Дуст Мухаммад-хан
Дуст Мухаммад-хан (кит: 笃 思 忒 马 黑 麻; пиньинь: Dīsītè Mǎhēimá; перс. دوست محمد خان‎; ок. 1445 — 1468/1469) — хан Моголистана (владел Центральным и Восточным Могулистаном, а также Турфанским округом). Правил 1462—1468 годах. Сын Эсен Буга-хана. Был убит старшим братом отца Йунус-ханом. Его сын Кебек-Султан-оглан стал ханом Турфанского округа (1468—1473).
Когда Эсен Буга умер в 1462 году, дуглатские амиры разделились в вопросе о том, следует ли им следовать за его сыном Дуст Мухаммадом, которому тогда было семнадцать лет, или за его братом Йунус-ханом. Мухаммед Хайдар Мирза, который контролировал Кашгар, был двоюродным братом Йунус-хана (его матерью была Узун Султан-Ханым, сестра Вайс-Хана и тетя Йунус-хана), но выбрал первого, потому что поддерживал прежде своего отца и был женат на дочери Эсен-Буги, Даулат Нигяр-Ханым. Напротив, Саниз Мирза, который контролировал Яркенд, встал на сторону Юнус-хана и изгнал Мухаммеда Хайдара из Кашгара, который присоединился к Дуст Мухаммаду в Аксу. Два года спустя, в 1464 году, Саниз Мирза умер от ран, полученных им во время охоты, и Дуст Мухаммад возглавил поход против Яркенда; он ушёл после того, как амиры города дали ему вдову Саниз Мирзы, по имени Джамаль Ага , его старшего сына, Мирзу Абу Бакра, его сына Омара Мирзу и дочь Хан Султан Ханым, которых он позже забрал с собой в Аксу. Затем он выступил против Кашгара, но Мухаммед Хайдар уже вернулся в город. Дуст Мухаммад отослал Мухаммада Хайдара, а затем разграбил Кашгар, что привело в ярость дуглатского амира и заставило его перейти на сторону Йунус-хана.
Главным городом Дуст Мухаммада был Аксу. Он выдал свою сестру Хусн Нигяр-Ханым замуж за молодого Мирзу Абу Бакра, но тот тем не менее бежал к своему дяде Мухаммаду Хайдар Мирзе, и Дуст Мухаммад-хан послал Хусн Нигяр-Ханым за ним в Кашгар. Дуст Мухаммад был очень храбрым и великодушным человеком и такого высокого роста, что если бы он стоял пешком среди сотни людей, то любой, увидев его, сказал бы, что он на коне. Но он был не в своем уме и умер от болезни в 1468 или 1469 году. В смятении, последовавшем за его смертью, Юнус-хан захватил Аксу, а его сын, Кебек-Султан, был увезен править в Турфане.